# Черкасский, Матвей Леонтьевич
Матвей Лейбович (Леонтьевич) Черкасский (19 декабря 1923, Одесса — 2 июля 2021, Нью-Йорк) — украинский советский футболист, нападающий, тренер. Заслуженный тренер УССР (1966).

## Биография
Участник Великой Отечественной войны. В результате осколочного ранения ему хотели ампутировать ногу, но он уговорил фронтовых хирургов этого не делать. После войны перенёс десять операций, и одна его нога стала чуть короче. В первом своём сезоне забил 14 голов.
Провёл за одесские клубы более 150 официальных матчей (около 30 забитых мячей). В конце 50-х годов Черкасский перешёл на тренерскую работу, где преуспел не менее, чем на зеленых полях. Матвей Леонтьевич входил в тренерский штаб «Авангарда» (Желтые Воды), «Локомотива» (Винница), «Днепра» (Днепропетровск), возглавлял одесский СКА и херсонский «Локомотив».
Четырнадцать лет Черкасский работал помощником старшего тренера «Черноморца». Долгое время был завучем СДЮСШОР «Черноморец». С 1992 года жил в Нью-Йорке (США), где тренировал юных спортсменов в футбольной школе «Черноморец».
13 сентября 2014 г. на аллее славы ФК «Черноморец» (Одесса) были открыты четыре новые именные плиты, одна из которых посвящена Матвею Черкасскому.